# Salvia apiana
Espèce
Classification APG IV (2016)

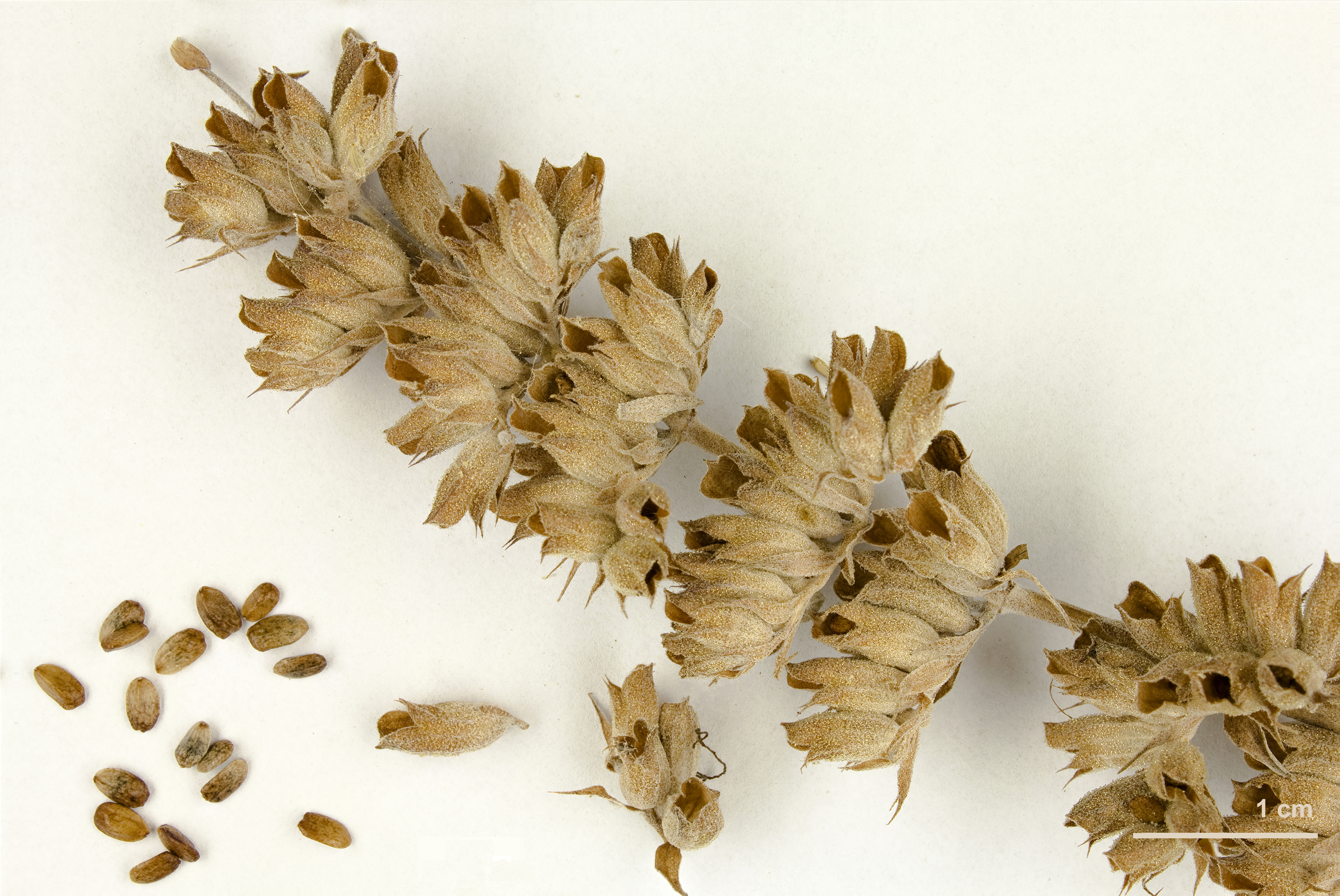
Salvia apiana au Muséum de Toulouse.

Salvia apiana, la Sauge blanche ou sauge sacrée, est une espèce de plantes à fleurs de la famille des Lamiacées. C'est une plante vivace provenant d'Amérique du Nord. Ce sous-arbrisseau est important dans les traditions amérindiennes où il est utilisé dans les rites de purifications et comme ingrédient de base pour le pinol. Il semble également posséder des propriétés médicinales.

## Dénomination

### Étymologie
Le nom latin de la sauge « salvia », peut être dérivé du latin « salvus », qui signifie la santé ou « salveo », qui signifie guérir, évoquant ses vertus médicinales.
« Apiana » du latin «apis » désigne l'abeille, l'un de ses principaux visiteurs.

### Synonymes
Salvia apiana a été complètement décrite par Willis Linn Jepson en 1908. Elle apparaissait cependant dès la première édition de Species Plantarum de Linné en 1753 sous le même nom.
Plusieurs synonymes lui sont associés :
- Audibertia polystachya Benth.
- Ramona polystachya (Benth.) Greene
- Audibertiella polystachya (Benth.) Briq.
- Salvia californica Jeps.

## Caractéristiques

### Port général
De forme arrondie, ce sous-arbrisseau possède une taille comprise entre 1 et 2 m de hauteur.

### Appareil végétatif

#### Feuilles
La partie foliaire de la sauge blanche est composée de feuilles tomenteuses de couleur très pâle allant du vert au gris. Notamment aromatiques, elles persistent tout au long de l’année. Le bord des feuilles est crénelé tout au long de la tige mais cette caractéristique est moins visible à proximité du pétiole. De plus, elles sont recouvertes de petits poils et de glandes sébacées qui leur donnent un aspect argenté.
Les tiges, ligneuses à la base, sont plutôt herbacées aux extrémités.
Le système racinaire est fibreux et ramifié, les racines sont concentrées dans la partie supérieure du sol. La profondeur de l'enracinement correspond à 1,5 m.

## Appareil reproducteur

### Fleurs et inflorescence
Les fleurs de couleur violet-rose très pâle et d’un calice vert sont disposées sur des cymes compactes comprises dans une grande inflorescence gracieuse de type thyrse (grappe de cymes) qui apparaît rosée. La fleur de Sauge blanche possède une symétrie bilatérale, on parle de fleur zygomorphe. Elle est dite bilabiale car elle possède deux lèvres sur la corolle. La lèvre inférieure est longue et vient refermer le tube corollaire, l'extrémité plate peut être appelé « éperon » ce qui limite l’accès au nectar par le bas mais sert également de plateforme pour les pollinisateurs tandis que la lèvre supérieure est réduite à un petit lobe. L’éperon poilu porte généralement des petits points de couleurs diverses, allant du jaune au bleu ou violet. Un long style se termine en stigmate qui est situé à environ 15 mm en avant du tube floral,. La fleur possède deux étamines qui sont soudées latéralement à la corolle. Celles-ci dépassent également le tube floral et possèdent une seule thèque car les autres dégénèrent.

La taille de la fleur reste plus ou moins constante durant la période de floraison, néanmoins, son flétrissement peut apparaître dès la fin de l'anthèse,

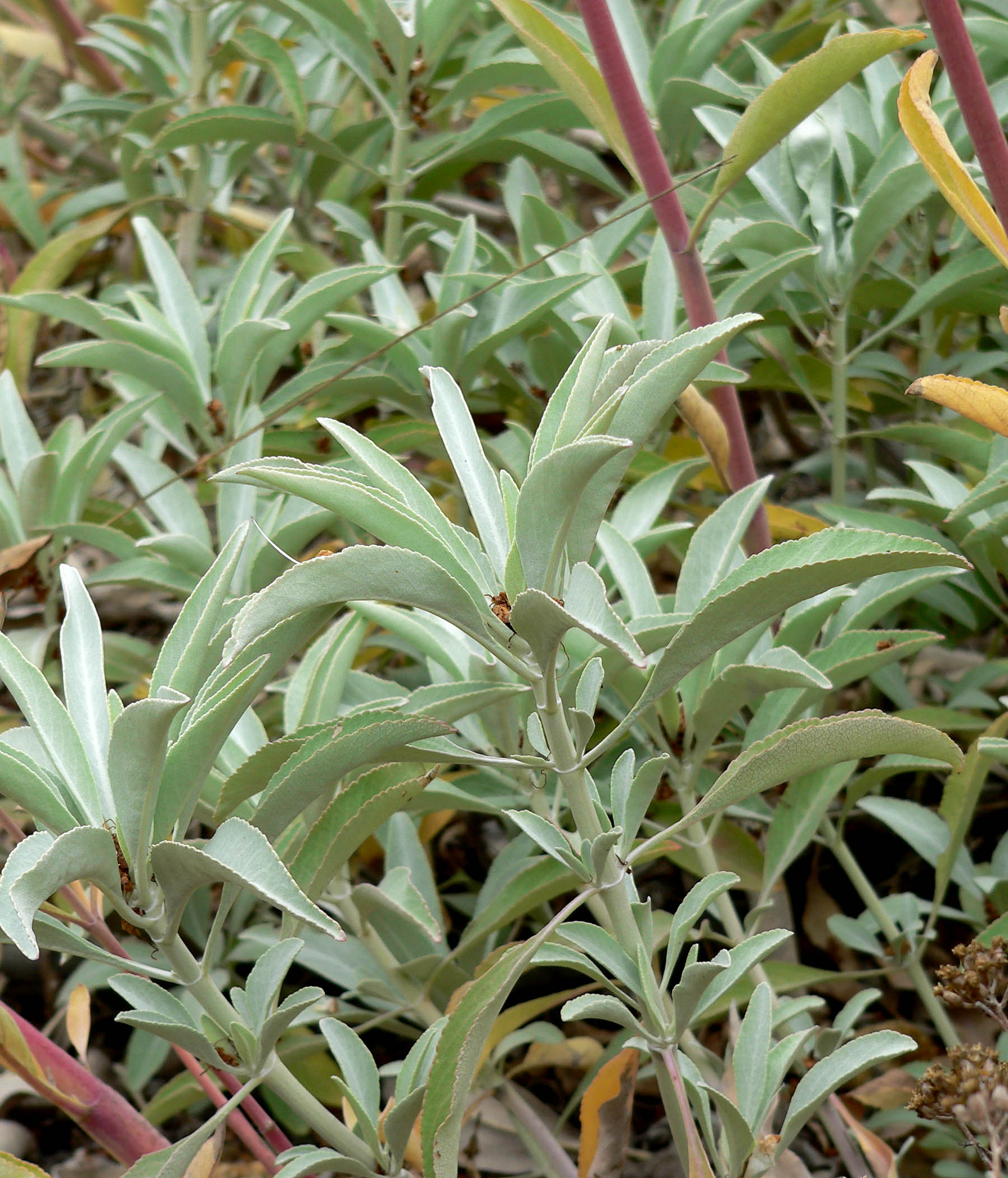
Feuilles de Salvia apiana

### Fruit et graines
Le fruit comporte quatre nucules carénés d'un côté et convexes de l’autre. Les nucules sont rectangulaires, d’une couleur grisâtre, brunâtre et d’une longueur de 2 à 3 mm. La graine devient mature à partir du milieu de l’été dans les calices persistants.

## Taxons sous-spécifiques
S. apiana var. compacta est une variété qui diffère légèrement de par l’apparence plus hérissée de son inflorescence en panicule, sa distribution est plutôt propre aux espaces plus désertiques.
Selon Munz (1927) et Carlson & Stuart (1936), Salvia mellifera est une espèce abondante dans la Californie du sud qui est capable de s’hybrider avec S. apiana,. Cette possibilité d’hybridisme serait due à la morphologie particulière des fleurs de ces deux plantes et au fait qu’elles partagent les mêmes espèces de pollinisateurs (bourdons et abeilles).
En plus de S. mellifera, S. apiana s'hybride avec d'autres espèces : S.munzii, S. leucophylla, S. clevelandii, S. eremostachya, S. pachyphylla et S. vaseyi. Les hybrides présentent des intermédiaires floraux et foliaires,, et une anatomie de la feuille différente.

## Écologie

### Région d’origine
Salvia apiana est présente depuis le sud de la Californie (Baja California) jusque Santa Barbara au nord et aux abords du désert du Colorado (dans l’est).

### Habitat
Cette espèce est présente à des altitudes comprises entre 1 500 m et le niveau de la mer et préfère un sol drainant avec une proportion sableuse importante,. Elle est également souvent présente dans les maquis d’arbustes à des altitudes faibles ou sous des communautés de pins jaunes (Pinus ponderosa). S. apiana se développe dans des habitats aux températures estivales élevées,.

### Cycle de vie
La saison de floraison a lieu d’avril à fin mai. Après le débourrage des bourgeons floraux, le calice pubescent s’ouvre et la corolle apparaît. Au cours de l'ouverture de la fleur, la lèvre inférieure de la corolle se déroule, la deuxième lèvre et le tube corollaire deviennent alors complètement visibles. C’est ensuite au tour des étamines de se déployer. Les filets libère le style du gynécée  auparavant coincé par les pièces de l’androcée. Les “connectifs” de l’anthère  asymétriques, peuvent être la cause de la réduction importante d’une des thèques. Les sacs polliniques, eux, se développent à une distance importante de la corolle. C’est sur l’éperon que les pollinisateurs vont atterrir pour consommer le nectar, c’est également à ce moment que le pollen va être déposer sur leur abdomen et ailes.
Lors de l’anthèse, les sacs polliniques s’ouvrent et libère le pollen qui devra être acheminé vers le pistil de la fleur. Le pollen de S. apiana est de couleur blanchâtre, gluant lors de sa dissémination, il devient poudreux relativement vite. Les pollinisateurs qui voudraient accéder au nectar doivent tout d’abord abaisser l’éperon inférieur de la corolle afin de s’y poser. Cette stimulation induit une réponse des étamines qui vont se plier mécaniquement vers le bas, ce qui permet aux sacs polliniques de venir au contact du pollinisateur récoltant le nectar et d’y déposer le pollen.
Durant la phase hermaphrodite de la fleur, les stigmates des pistils augmentent en taille afin de maximiser leur chance de capter les grains de pollen. Le style du pistil augmente en taille lui aussi. Enfin, il est intéressant de remarquer que ce dernier se tient généralement de manière non centrale lors de son élongation, ce qui augmente la distance entre le stigmate et l’anthère la plus proche. Quelquefois, il est possible d’observer un style rectiligne avec un stigmate qui vient se positionner entre les deux anthères.
Salvia apiana est auto-fertile, mais la fréquence d’auto-pollinisation est faible due à l’herkogamie, où la distance entre le gynécée et l’androcée liée à une séparation temporelle des stades sexuels (protandrie dans ce cas) oblige l’intervention d’un vecteur animal (zoogamie) pour effectuer la pollinisation.

### Interactions avec d’autres organismes
Typique du désert de Californie, S. apiana est une source de nourriture pour de nombreux mammifères brouteurs tels que les cerfs, les lapins et les chèvres. Les petits mammifères, moineaux ou encore tétras se nourrissent, eux, des graines.
Les inflorescences de S. apiana attirent de nombreux pollinisateurs. Parmi ceux-ci nous pouvons mentionner l’abeille domestique (Apis mellifera), le bourdon à tête jaune (Bombus vosnesenskii) et des xylocopes ou abeilles charpentières (Xylocopa sp.). De plus, d’après Visco et Capon (1970), les colibris seraient également très performants quant à la pollinisation de S. apiana. Il est utile de souligner que Apis mellifera n’est pas une espèce originaire de la Californie, elle remplace progressivement ses pollinisateurs historiques les abeilles charpentières (Xylocopa sp.). Les abeilles domestiques ne sont pas très efficaces comme pollinisateurs de S. apiana dû à leur petite taille [1], mais leur nombre important fait qu’ils sont les pollinisateurs principaux à l’heure actuelle.

## Propriétés

### Molécules d’intérêt
Les feuilles contiennent des huiles essentielles et divers diterpènes et triterpènes tels que l’acide carnosique, l’acide oléique, et l'acide ursolique.
Les feuilles et les tiges contiennent du jaceosidin, recherché notamment pour son action anti-inflammatoire, anti-allergène et antibactérienne.

### Toxicité
Les huiles essentielles et les composés terpénoïdes contenus sur l’ensemble des plantes possèdent des propriétés répulsives envers de nombreux herbivores.

## Utilisation

### Usage religieux
Chez de nombreux peuples autochtones d'Amérique du Nord, les herbes, résines et fleurs séchées de sauge blanche servent à purifier l'atmosphère. Lors de ce que l'on appelle « cérémonie de la fumée », les feuilles ou un bâton d’encens brûlé de sauge blanche permettrait de décharger les lieux des énergies négatives, purifier les personnes ou les événements, pour chasser le « mauvais esprit » et attirer les énergies bénéfiques.

### Usage culinaire
Les feuilles sont aromatiques.
Les graines, moulues en farine, peuvent servir à la confection de bouillies.

### Usage médicinal
L'infusion diminue la salivation et la sécrétion de mucus. Elle réduit également les maux de gorge, et apaise les règles douloureuses et agit également comme diaphorétique et diurétique.
La teinture réalisée à partir des feuilles agit comme antimicrobien et antifongique.
Les extraits de racines semblent inhiber la croissance de Staphylococcus aureus, Streptococcus pyogenes, Enterococcus faecalis et Candida albicans.

#### Contre-indications
Les infusions de Salvia apiana sont déconseillées aux femmes allaitantes car elles inhibent la lactation. Les femmes enceintes ne devraient pas non plus en consommer.

### Usage dans la restauration de l'habitat
Salvia apiana est utilisée dans les projets de restauration et revégétalisation des bords de route. Son taux de croissance lui permet d’augmenter rapidement la couverture végétale.

## Agriculture et horticulture

### Horticulture
Salvia apiana agrémente généralement les jardins paysagers secs. Les plantes ont besoin d’un ensoleillement important et d’un sol bien drainé et riche en minéraux. Elle est sensible aux températures inférieures à 7 °C et surtout à l’humidité,. En pépinière, la production de graines et de boutures est fréquemment réalisée.
Les semis, réalisés en automne et les jeunes plantules ne doivent pas être trop arrosées et être exposées au soleil afin d’éviter la moisissure. Pour la gestion de la sauge blanche, la taille des feuilles et des branches est nécessaire pour la stimulation de sa croissance.

### Maladies et ravageurs
Les feuilles de S. apiana sont sensibles aux galles provoquées par d'insectes et principalement par des pucerons chez les plus jeunes plantules.

## Aspects économiques

### Commerce international
Les plantes médicinales et aromatiques peuvent être commercialisées sous forme intégrale ou modifiée. Le prix mondial de l’huile essentielle de Salvia apiana était de l'ordre de 100 $/50 ml en 2003.
Une grande partie des plantes destinées à l'exportation étant récoltées dans leur milieu naturel, les tribus amérindiennes de Californie s'inquiètent notamment de la surexploitation de cette plante à des fins commerciales.

## Aspects culturels et historiques

### Ethnobotanique
La sauge blanche incarne une plante sacrée pour les peuples autochtones d'Amérique. Lors des cérémonies religieuses, des naissances et des décès, les feuilles, le plus souvent réunies en fagots et brûlées comme de l'encens, sont traditionnellement utilisées de manière rituelle pour purifier des lieux et des personnes lors de cérémonies sacrées.
Les peuples autochtones utilisaient les graines pour la pinole, un aliment de base des premières nations du Pacifique. Durant l’hiver, les tribus s'alimentaient des feuilles et des tiges de la sauge blanche. Les Cahuilla, Costanoan, Diegueño, Kawaiisu et les tribus Maidu de Californie utilisaient les graines de la sauge blanche pour nettoyer et guérir leurs yeux lors de leur sommeil. Chez les Cahuilla, les graines et les feuilles broyées pour le thé ou fumée étaient utilisées pour soigner les rhumes. Les femmes Cahuilla buvaient des infusions de racines de sauge blanche après l’accouchement afin d’accélérer la guérison interne. Les Diegueño, quant à eux, utilisaient les feuilles comme shampoing afin de ralentir le grisonnement naturel des cheveux.